# ونکوور سان
ونکوور سان (انگلیسی: Vancouver Sun) یک روزنامه روزانه است که در اولین بار در تاریخ ۱۲ فوریه ۱۹۱۲ در بریتیش کلمبیا منتشر شد. این روزنامه هم‌اکنون شش روز در هفته، از دوشنبه تا شنبه منتشر می‌شود.

## جریان
همچون اکثر روزنامه‌های روزانه کانادا، سان ونکوور نیز کاهش تیراژ را تجربه کرده‌است. تیراژ کل آن از ۲۰۰۹ تا ۲۰۱۵ با ۲۲ درصد کاهش به ۱۳۶٬۷۸۷ نسخه رسیده‌است.
میانگین روزانه